# Defensie Materieel Proces
Het Defensie Materieel Proces ook wel Defensie Materieelkeuze Proces of DMP is een proces waarbij aanschaf van materieel boven 5 miljoen euro door de Tweede Kamer gecontroleerd kan worden. De verschillende fasen van het DMP zorgen ervoor dat de volksvertegenwoordiging per fase kan beslissen (budgetrecht) en zo nodig kan bijsturen. Hiermee blijven de uitgaven van grote projecten onder invloed van de politiek. Afhankelijk van de grootte van de investering worden één of meer fasen samengetrokken om zo efficiënt mogelijk te werken.